# Digonogastra guaruja
Digonogastra guaruja är en stekelart som först beskrevs av Brethes 1927.  Digonogastra guaruja ingår i släktet Digonogastra och familjen bracksteklar. Inga underarter finns listade i Catalogue of Life.